# The Girl Next Door (película de 2007)
The Girl Next Door (en español, La chica de al lado; también conocida como Jack Ketchum's The Girl Next Door) es una película de terror estadounidense de 2007 y una adaptación de la novela de Jack Ketchum del mismo nombre. La película está también basada en hechos reales: la tortura y el asesinato de Sylvia Likens por Gertrude Baniszewski durante el verano de 1965, en Indianápolis.

## Trama
En 2007, David Moran (William Atherton), un jugador, es testigo de un accidente de tránsito. Él responde a la situación y reanima al hombre que fue atropellado. Esa noche, recuerda el año 1958, cuando conoció a su primer amor adolescente, una joven llamada Meg Loughlin (Blythe Auffarth). Meg y su hermana discapacitada Susan (Madeline Taylor) han perdido a sus padres en un accidente automovilístico y por eso los envían a vivir con su tía recluida, Ruth Chandler (Blanche Baker), y sus hijos, Willie, Ralphie y Donny (Graham Patrick Martin, Austin Williams y Benjamin Ross Kaplan).
Como es vecino de los Chandlers, David es consciente del carisma que tiene Ruth, pues permite que sus hijos y sus vecinos estén en su casa e incluso les ofrece cerveza y cigarrillos. Mientras tanto, Ruth acusa a Meg de ser una prostituta y la somete a lecturas misóginas mientras sus hijos escuchan. Un día, David visita la casa de los Chandler y ve a los hijos de Ruth haciéndole cosquillas a Meg. Ralphie inapropiadamente le hace cosquillas a Meg en los pechos, causando que ella se defienda corriendo a su habitación. Los hermanos, entonces, humillan a Susan. Cuando Ralphie le cuenta a su madre le situación, Ruth la castiga por perdonar a Meg y golpea a Susan en las nalgas. Meg vuelve a la habitación para salvar a su hermana. Ruth le quita el anillo que Meg usa alrededor del cuello, el cual perteneció a su madre.
Pocos días después, Meg para a un policía, el oficial Jennings (Kevin Chamberlin) y reporta el abuso infantil en la casa de los Chandler. Como castigo, Ruth y sus hijos atan a Meg en el sótano con las manos atadas en vigas para jugar un bizarro juego llamado "La Confesión". Cuando Meg les grita que no tiene nada que confesar, la desnudan. Luego la dejan vendada, amordazada y atada en el sótano. Esa noche, los chicos, Chandler y David bajan a darle agua y le dicen que la desatarán si ella deja que la toquen. Meg se niega pero David afloja las cuerdas de todas maneras y promete liberarla en el bosque.
Eventualmente, Meg es desatada pero es incapaz de comer la comida que Ruth le da, ya que está severamente deshidratada hasta el punto de ahogarse si lo intenta. Ruth nuevamente golpea las nalgas desnudas de Susan por la desobediencia de Meg. Con la aprobación de Ruth, los hijos de los vecinos visitan la casa para atar, golpear, quemar y cortar a Meg solo por diversión. Ruth cauteriza las heridas que Meg recibe con cigarrillos. David trata de contarle todo a sus padres, pero es incapaz de hacerlo. Pronto, los hijos de Ruth escuchan al oficial Jenning llegar a su casa, pues tiene sospechas después de que un chico local informara que una niña fue golpeada y utilizada como "juguete". Antes de contestar, Ruth amenaza con matar a Meg y David si hacen ruido en el sótano. Ruth y sus hijos engañan a Jennings y le aseguran que no ha ocurrido nada malo. En el sótano, David afloja las cuerdas de Meg en secreto y le dice que debe escapar. También deja dinero en el bosque para que Meg escape con él. Al día siguiente, David ve que su dinero sigue donde lo dejó, por lo que su plan debió fallar.
David regresa rápidamente al sótano. Ahí, Meg es violada por Willie como castigo por intentar escapar. David le dice a Ruth que lo detenga, pero ella lo ignora. Donny quiere violar a Meg también, pero Ruth no lo deja ya que considera que sería incesto porque el semen de su hermano sigue adentro de Meg. En cambio, le ofrece el turno a Eddie o a David, quien se niega. Ralphie le pide a Ruth marcar a Meg para que sea conocida como una prostituta para siempre. Ella acepta y escribe con una aguja caliente las palabras "Me gusta coger, fóllame" en su vientre. Ruth se burla de Meg porque ella nunca tendrá relaciones con un hombre debido a la marca. Sin embargo, teme que Meg todavía tenga sentimientos, especialmente por David, y decide realizar una clitorotomía. David trata de huir y decirle a alguien, pero los niños, bajo el mandato de Ruth, lo atan. Atado en el piso, David mira impotentemente a Ruth mutilar la vagina de Meg con un soplete.
A la mañana siguiente, David despierta todavía en el piso del sótano. Se libera de sus ataduras y encuentra a Susan sentada con Meg inconsciente. Susan le cuenta a David que Meg no escapó la noche en que lo planearon porque la atraparon tratando de llevarla a ella también. Aunque el plan de David era volver por Susan después de que Meg escapara, Susan le había dicho a Meg que Ruth la había acosado regularmente hasta el punto de hacerla sangrar, lo que hizo que Meg quisiera escapar, junto con su hermana, de la casa tan pronto como fuera posible. Susan luego insiste en lágrimas que Meg debería haber ido sin ella y haberse salvado mientras pudo, pero David le dice a Susan que todo iba a estar bien. 
David teme que Meg no sobreviva mucho más tiempo sin ayuda, por lo que intenta llamar la atención de todos encendiendo fuego en el sótano. Ruth nota el humo del fuego y entra al sótano. Cuando ella entra, David rápidamente la golpea con las muletas de Susan. Willie ataca a David y vengativamente intenta apuñalarlo mientras Donny llora la muerte de su madre. Jennings y otro policía arrestan a Willie y Donny (y presumiblemente a Ralphie, aunque no se ve) a tiempo. Jennings revisa el pulso de Ruth y le pregunta a David, pero luego de contarle sus crímenes, deja a Ruth muerta. Después de que Susan es sacada del sótano por las autoridades, David recupera el anillo de Meg del cadáver de Ruth y se lo da a Meg cuando ella sucumbe a sus heridas.
De vuelta en 2007, un David adulto reflexiona sobre cómo su pasado todavía lo atormenta hasta el día de hoy, aunque como Meg le enseñó: "Lo que realmente haces es lo que realmente cuenta".

## Reparto
- Daniel Manche como David Moran.
  - William Atherton como David Moran de adulto.
- Blythe Auffarth como Meg Loughlin.
- Blanche Baker como Ruth Chandler.
- Madeline Taylor como Susan Loughlin.
- Benjamin Ross Kaplan como Donny Chandler.
- Graham Patrick Martin como Willie Chandler, Jr.
- Austin Williams como Ralphie Chandler.
- Michael Nardella como Tony.
- Kevin Chamberlin como Oficial Lyle Jennings.
- Dean Faulkenberry como Kenny.
- Gabrielle Howarth como Cheryl Robinson.
- Spenser Leigh como Denise Crocker.
- Grant Show as Sr. Moran
- Catherine Mary Stewart como Sra. Moran
- Peter Stickles como Médico de emergencias.
- Michael Zegen como Eddie.
- Jennifer Alexander como Chica del puesto de comida.
- Jack Ketchum como Trabajador del carnaval.
- Mark Margolis como Víctima atropellada.

## Recepción
La película tuvo un efecto polarizante en los críticos de cine. Tiene un 67% de aprobación en el sitio web especializado Rotten Tomatoes. El sitio web Metacritic le asignó un puntaje de 29 de 100.
El reconocido escritor Stephen King dijo sobre la película: "El primer y verdadero filme más impactante que he visto desde Henry: Portrait of a Serial Killer, hace 20 años. Si eres fácilmente perturbable, no deberías ver esta película. Si, por otro lado, estás preparado para una larga mirada al infierno, al estilo suburbano, The Girl Next Door no te defraudará. Esta es la versión del lado oscuro de Stand by Me".